# 21e parallèle nord
Pour les articles homonymes, voir 21e parallèle.
En géographie, le 21e parallèle nord est le parallèle joignant les points de la surface de la Terre dont la latitude est égale à 21° nord.

## Géographie

### Dimensions
Dans le système géodésique WGS 84, au niveau de 21° de latitude nord, un degré de longitude équivaut à 103,970 km ; la longueur totale du parallèle est donc de 37 429 km, soit environ  93,4% de celle de l'équateur. Il en est distant de 2 323 km et du pôle Nord de 7 679 km,.
Comme tous les autres parallèles à part l'équateur, le 21e parallèle nord n'est pas un grand cercle et n'est donc pas la plus courte distance entre deux points, même situés à la même latitude. Par exemple, en suivant le parallèle, la distance parcourue entre deux points de longitude opposée est 18 715 km ; en suivant un grand cercle (qui passe alors par le pôle nord), elle n'est que de 15 358 km.

### Durée du jour
À cette latitude, le soleil est visible pendant 13 heures et 25 minutes au solstice d'été, et 10 heures et 51 minutes au solstice d'hiver.